# Balaka seemannii
Balaka seemannii е вид растение от семейство Палмови (Arecaceae). Видът е незастрашен от изчезване.

## Разпространение
Разпространен е във Фиджи.